# コウトウマリア
コウトウマリアは、日本の女性歌手兼タレント。神奈川県出身。誕生日9月9日。血液型はA型。

## 人物
ソロとしての音楽・ライブ活動、動画配信者活動、イベント活動の3つをメインとしている。キャッチフレーズは「生きる生活必需品」。
ファン名称は「ファミリア」。
趣味はモルック、死体風の写真の被写体。
アパレルショップでの勤務経験がある。

## 来歴
2017年
- 「香橙まりあ」として音楽活動を開始（4月）

2018年
- 香橙まりあ生誕&レコ発ワンマンライブ『ポリヒュムニア』@四谷 Honey Burst（1月14日）
- 一年間所属した事務所 Eternal Princess Produce を退所[2]（3月31日）
- 主催ライブ開催@渋谷 VUENOS（5月8日）
- レコ発主催ライブ開催@渋谷乙-kinoto（8月26日）
- 主催ライブ開催@渋谷 MALCOLM（10月）

2019年
- 「香橙まりあ」から「コウトウマリア」に改名[3]。（1月20日）
- ボーカル コウトウマリア、ギター kazu、ギターhide、ベース Takuma、ドラム てらしにて、バンド 献立なんだ?!　を結成（2月9日）
- 立夏 (歌手)、星乃ちろる、大島はるな、コウトウマリアの4人で結成された「ショートカット部」が新宿RUIDO K4にてデビューライブを開催。担当カラーは緑（3月24日）[4] [5]

2020年
- 星乃ちろるとともに「やんちゃガールズ」を結成。YouTubeを中心に動画配信を始める[注 2]（7月17日）
- NHK総合テレビ「チコちゃんに叱られる!」ビデオ出演（マリモはなぜ丸いのか？）（7月31日）[6]

2021年
- 立夏、大島はるなとともに、今池CLUB 3STARにてショートカット部を卒業。PABLOとの業務提携を解消し、フリーで活動を継続（1月31日）[7]
- STARLAND MUSICレーベルに参加（8月）
- ソロに戻り、初アコーステックワンマンライブ開催『 レリビー 』@銀座 MiiyaCafe（9月11日）
- 羽生ゆかとの『コウトウマリア×羽生ゆか 危険なツーマン〜Xmas直前SP〜』2マンライブ開催@下北沢ReG（12月19日）

2022年
- STARLAND MUSICレーベル、及びYouTuberユニット「やんちゃガールズ」卒業（1月31日）[8]
- 主催する飲食イベントの安全性を担保するため、食品衛生責任者取得（2月7日）[9]
- オリジナル曲「焦げくさいや」配信開始 [10][注 3] iTunes Store J-POPトップソング香港でデイリー2位にランクイン。以降、オリジナル楽曲順次配信を発表（3月5日）[11]
- 2ndワンマンライブ『5thアニバーサリー』を目黒鹿鳴館にて主催（3月20日）[12] [13]
- カタカナ表記に改名後、初の主催ライブ、エキサイティング祭前編@巣鴨 獅子王（5月21日）
- 主催ライブ、エキサイティング祭後編@吉祥寺SHUFFLE（7月19日）
- ワンマンチケット１枚もしくはTwitter５人フォローにて次の駅へ行ける企画・帰れま線「東山線全駅制覇の旅」全駅制覇（9月4日）
- ３rdワンマンライブ「Birthday　Live　in　名古屋」@HoildayNextNagoya（9月17日）[14]
- コウトウマリア『東京スピンアウト』始動。（９月17日）[15]
- MITSUBACHI ROCK CIRCUIT@Daisy Barにバンドライブで参加（Vo.コウトウマリア、Key.平田優奈、Gt.ひなの、Ba.茉莉奈(from STB)、Dr .桝谷マリ）23/04/01バンドライブでのワンマンライブ公表@下北沢Reg[16][17]

2023年
- コトマリ主催ライブ『Rock on High School』＆コトマリバンド無料ワンマン＠学校法人イーエスピー学園 ＥＳＰエンタテインメント東京開催（1月21日）
- 4thワンマンライブ「下北沢スピンアウト」@下北沢Reg（4月1日）
- 5thワンマンライブ「下北沢リベンジ」@下北沢Reg（9月10日）（Vo.コウトウマリア、Key.平田優奈、Gt.ひなの、Ba.原口彩香、Dr .鳥垣優羽）
- MITSUBACHI ROCK CIRCUIT@下北沢近松（10月22日）
- MITSUBACHI ROCK CIRCUIT 2023 inOSAKA（11月23日）

2024年
- コウトウマリア 1st ALBUM『東京スピンアウト』発売（2月28日）
- コウトウマリア ワンマンライブ 「Bounce」（4月14日）

## ディスコグラフィー

### シングル
|     | 発売日        | タイトル       | 規格 | 規格品番 | 収録曲 |
| --- | ------------- | -------------- | ---- | -------- | --- |
| 1st | 2018年1月14日 | ポリヒュムニア | CD   |          | 1. ポリヒュムニア 2. Blackvinil |
| 2nd | 2018年8月26日 | 焦げくさいや   | CD   |          | 1. 焦げくさいや （作詞：香橙まりあ（コウトウマリア） / 作曲：香橙まりあ（コウトウマリア） / 編曲：Myza） 2. 絶え間ない孤独 （作詞：香橙まりあ（コウトウマリア） / 作曲：香橙まりあ（コウトウマリア） / 編曲：Myza） 3. セカイハカイ （作詞：香橙まりあ（コウトウマリア） / 作曲：香橙まりあ（コウトウマリア） / 編曲：Myza） 4. 焦げくさいや -instrumental- 5. 絶え間ない孤独 -instrumental- 6. セカイハカイ -instrumental- |
| 3rd | 2019年9月23日 | ぺぺぺぺ・イ   | CD   |          | 1. イントロダクション （作曲：aki.i / 編曲：aki.i） 2. ぺぺぺ・イ （作詞：コウトウマリア / 作曲：aki.i / 編曲：aki.i） 3. 生き様コーデ （作詞：コウトウマリア / 作曲：aki.i / 編曲：aki.i） 4. 「愛せ世」 （作詞：コウトウマリア / 作曲：aki.i / 編曲：aki.i） 5. ぺぺぺ・イ -instrumental- 6. 生き様コーデ -instrumental- 7. 「愛せ世」 -instrumental-                                                                     |

### EP
|      | 発売日        | タイトル       | 規格 | 規格品番 | 収録曲 |
| ---- | ------------- | -------------- | ---- | -------- | --- |
| 1st  | 2022年3月20日 | Let it be -EP- | CD   |          | 1. kotomari! 2. サステナボー 3. エンボディ （作詞：コウトウマリア / 作編曲：AKABA） 4. レリビー （作詞：コウトウマリア / 作編曲：アサダ）                                                                 |
| ２nd | 2022年9月17日 | 等身大         | CD   |          | 1. ハジマリノオト （作曲：WEART） 2. マチがいさがし （作詞：コウトウマリア/作編曲：ゆゆとま） 3. RE：プリカ （作詞：コウトウマリア/作編曲：WEART） 4. ハシレミライ （作詞：コウトウマリア/作編曲：WEART） |

### 東京スピンアウト
|     | 発表日         | タイトル                         |
| --- | -------------- | -------------------------------- |
| 1st | 2022年9月17日  | リヴァイヴァル                   |
| 2nd | 2022年10月21日 | BacktoFront                      |
| 3rd | 2022年10月22日 | 激痛doubleplay                   |
| 4th | 2022年12月3日  | Pessianco                        |
| 5th | 2023年1月21日  | 弱虫の狂詩曲(ラプソディ)         |
| 6th | 2023年1月21日  | キャリーアウト                   |
| 7th | 2023年1月21日  | MAX BET                          |
| 8th | 2023年4月1日   | このメロディが二人のラストソング |
| 9th | 2023年4月1日   | STOMP                            |

### ekiデジタル配信
- 焦げくさいや　　 2022年3月5日 　　 iTunes Store J-POPトップソング・香港・デイリー２位、　総合トップソング・香港・デイリー４８位
- セカイハカイ　　 2022年3月12日　　iTunes Store J-POPトップソング・香港・デイリー９位[18]
- ぺぺペペ・イ　　 2022年3月19日　　iTunes Store J-POPトップソング・香港・デイリー５位、　総合トップソング・香港・デイリー６８位[19][20]
- 「愛せ世」 　　　2022年3月26日　　iTunes Store J-POPトップソング・香港・デイリー９位[21]
- 絶え間ない孤独　 2022年4月2日    　     　iTunes Store J-POPトップソング・香港・デイリー４位、　総合トップソング・香港・デイリー５８位[22]
- 生き様コーデ　　 2022年4月9日

### その他の楽曲
- コラボCD「焦げくさいや」（歌:コウトウマリア、羽生ゆか/MIX:KEN-YA）

### 映像作品
- 「コウトウマリア　5th アニバーサリー」　2022年6月4日　　　（ライブDVD 2022.3.20.@目黒鹿鳴館）

## 出演

### ラジオ番組
- ウィークリーポプカルタイム / 日本全国アイドルリレー（エフエム鹿児島 他、2021年1月1日)
- 『コウトウマリアのストレスSTOMP』（FMはなびTOKYO、2023年10月～）

### ネット番組
- 山あり谷あり萌華道 (2018年9月～2019年8月)

## モデル
- アパレルブランドGoneR 2022 Summer Collection スタイリングモデル[23]

## 書籍

### 写真集
- バースデーワンマン記念写真集「レリビー」(2021年9月）